# Озолин, Эдвин Сигизмундович
Э́двин Сигизму́ндович Озо́лин (род. 12 февраля 1939, Ленинград) — советский легкоатлет, серебряный призёр Олимпийских игр, заслуженный мастер спорта СССР (1965), кандидат педагогических наук.

## Биография
Тренировался у Виктора Атаманова.
На Олимпийских играх 1960 в Риме Эдвин Озолин завоевал серебряную медаль в эстафете 4×100 метров вместе с Гусманом Косановым, Леонидом Бартеневым и Юрием Коноваловым. В личных соревнованиях был 6-м в четвертьфинале на дистанции 100 метров. На Олимпиаде в Токио 1964 года в личных соревнованиях не смог пройти выше стадии четвертьфинала в забегах на 100 и 200 метров.
Чемпион СССР 1959, 1960, 1961, 1962, 1963, 1966 в беге на 100 метров; 1960, 1961, 1963 на дистанции 200 м; 1961, 1965, 1966, 1968 в эстафете 4×100; 1963, 1967 — 200 метров с барьерами.
После завершения спортивной карьеры занимался спортивной педагогикой, автор книги «Спринтерский бег».

## Награды
- Медаль «За трудовое отличие» (16.09.1960) — за успешные выступления в XVII летних и VIII зимних Олимпийских играх 1960 года, а также за выдающиеся спортивные достижения[3]